# 회색기러기
회색기러기(학명: Anser anser, 영어: greylag goose)는 오리과 기러기속에 속하는 중대형 물새로, 대표적인 야생 기러기종이다. 깃털은 회색과 백색이 얼룩덜룩하게 뒤섞인 색을 띠며 부리는 주황색, 다리는 분홍색이다. 몸길이 74~91 cm, 몸무게 평균 3.3 kg에 달하여 물새 중에서도 덩치가 큰 편에 속한다.
넓은 지역에 걸쳐 분포하며, 아시아·유럽 등지에서는 많은 수가 겨울이 닥쳐올 때 온난한 남쪽 지역으로 대이동하지만, 반대로 북쪽 지역에서도 많은 수가 텃새로 남기도 한다. 기원전 1360년경부터 가축화되어, 유럽·북아프리카·서아시아 지역에서 거위의 조상이 된 동물이다. 속명은 라틴어로 거위를 뜻한다.
회색기러기는 봄철이 오면 북쪽으로 이동해 습원·습지·호안(湖岸)·군도 해안 지역에 둥지를 틀고 번식한다. 한 쌍이 짝을 지으면 평생토록 같이하며, 초목이 풍부한 땅 위에 둥지를 만들고 알을 3-5개 낳는다. 알을 품는 것은 암컷이지만, 새끼들을 돌보는 일은 암수가 같이 한다. 가족이 이루어지면 떨어지지 않으며, 이동할 때가 되면 가족이 함께 남쪽으로 날아가서 겨울나기를 한다. 겨울철에는 범람원·강둑·습지 등지에서 생활하면서 풀이나 곡식의 낟알 등을 먹고 산다. 영국 남부의 개체군, 또는 도시 지역에서 사는 기러기들처럼 일부 무리는 계절에 따라 서식지를 옮기지 않고 정주성을 가지기도 한다.

## 분류
회색기러기는 1758년에 스웨덴의 칼 폰 린네가 자신이 쓴 저술 자연의 체계 제10판에 맨 처음 기재했다. 린네는 거위와 기러기 종류가 오리속에 속한다고 여겼기 때문에 회색기러기는 오리속으로 분류되어 아나스 안세르(Anas anser)라는 학명으로 처음 기술되었는데, 여기서 안세르(anser)란 라틴어로 기러기를 뜻하는 단어다. 그로부터 102년 뒤, 프랑스의 동물학자 마투랭 자크 브리송은 기러기 종류를 따로 기러기속이라는 속을 발제하여 재분류했고, 회색기러기는 해당 속을 대표하는 모식종 안세르 안세르(Anser anser)가 되어 현재에 이르고 있다.
아종으로는 서부회색기러기(Anser anser anser)와 동부회색기러기(Anser anser rubrirostris) 2종류가 있다. 이 가운데 서부회색기러기는 북유럽·동유럽·아이슬란드, 동부회색기러기는 루마니아·튀르키예·러시아, 그리고 동쪽으로는 중국에까지 분포한다. 서식범위가 겹치는 지역에서는 두 아종이 교잡하는 경우도 있고, 이따금 속 단계에서 다른 흰얼굴기러기·캐나다기러기·혹고니 등과도 교잡하는 사례가 보고되기도 한다. 지금으로부터 최소 3천년 전부터 고대 이집트에서 가축화된 것으로 보이며, 인류가 가장 처음으로 길들인 동물 가운데 하나로 알려져 있다. 회색기러기가 가축화된 거위(Anser anser domesticus)는 회색기러기와 교배가 가능하며, 그 사이에서 나온 교잡종은 회색기러기와 가축 거위의 특징을 모두 갖춘 채 태어난다.

## 생김새와 특징

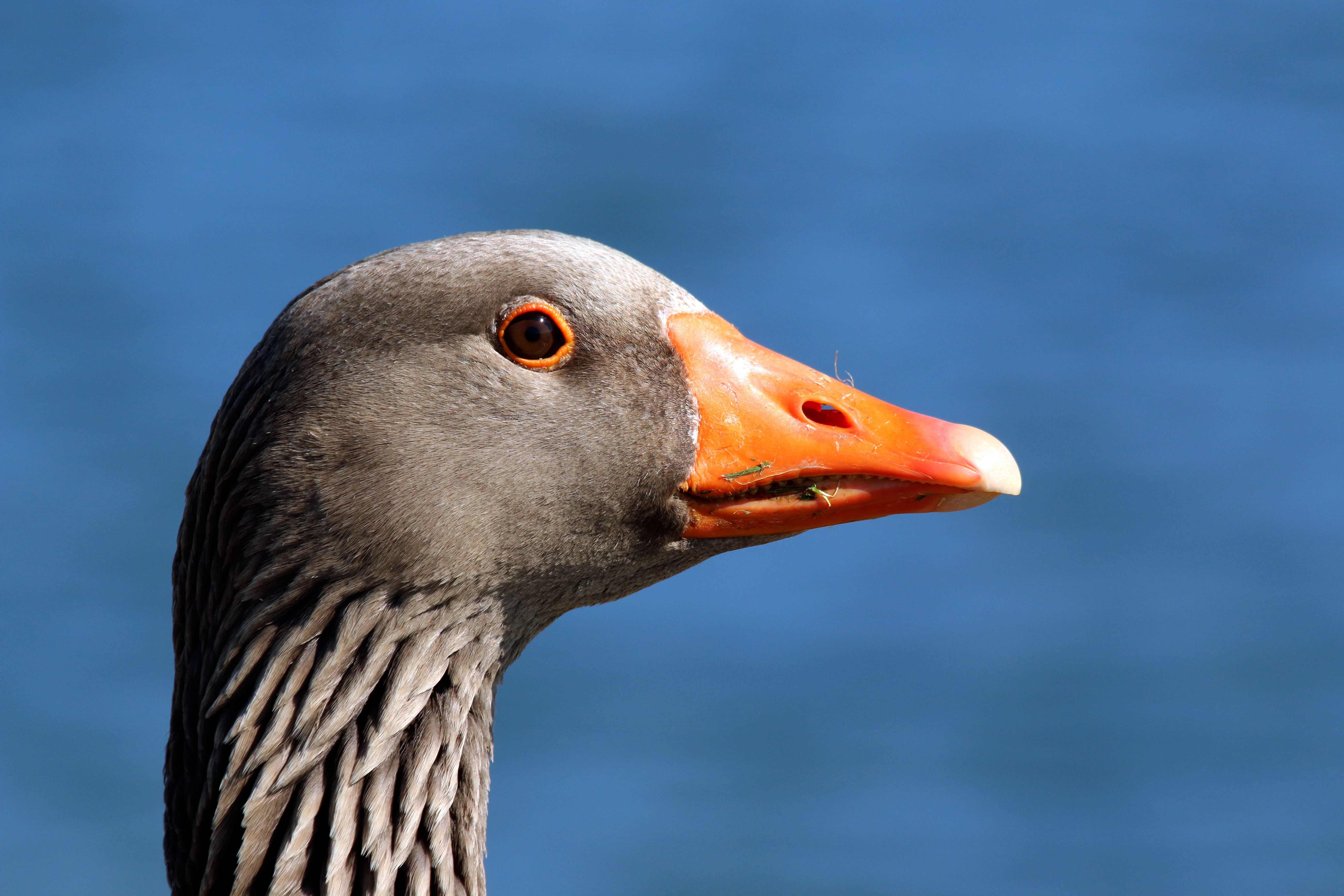
다 자란 회색기러기의 머리

회색기러기는 기러기속에 속한 새 가운데 가장 크고 육중하지만, 가축화된 기러기보다는 몸무게가 더 가볍고 더 날렵하다. 몸통은 둥글고 부피감이 있으며, 두껍고 긴 목, 큰 머리와 부리를 갖고 있다. 다리와 발은 분홍색, 부리는 주황색·분홍색, 부리 끝에 각질이 쌓여 만들어진 부리톱은 흰색·갈색을 띤다. 몸길이는 74~91 cm, 날개 길이는 41.2~48 cm, 꼬리 길이는 6.2~6.9 cm, 부리 길이는 6.4~6.9 cm, 다리 길이는 7.1~9.3 cm, 양익 길이는 147~180 cm이며, 몸무게는 2.16~4.56 kg까지 나간다. 암컷보다 수컷이, 동부종이 서부종보다 더 크고 무거우며, 성적 이형성 역시 동부회색기러기에서 더 뚜렷하게 나타나는 경향이 관찰된다.

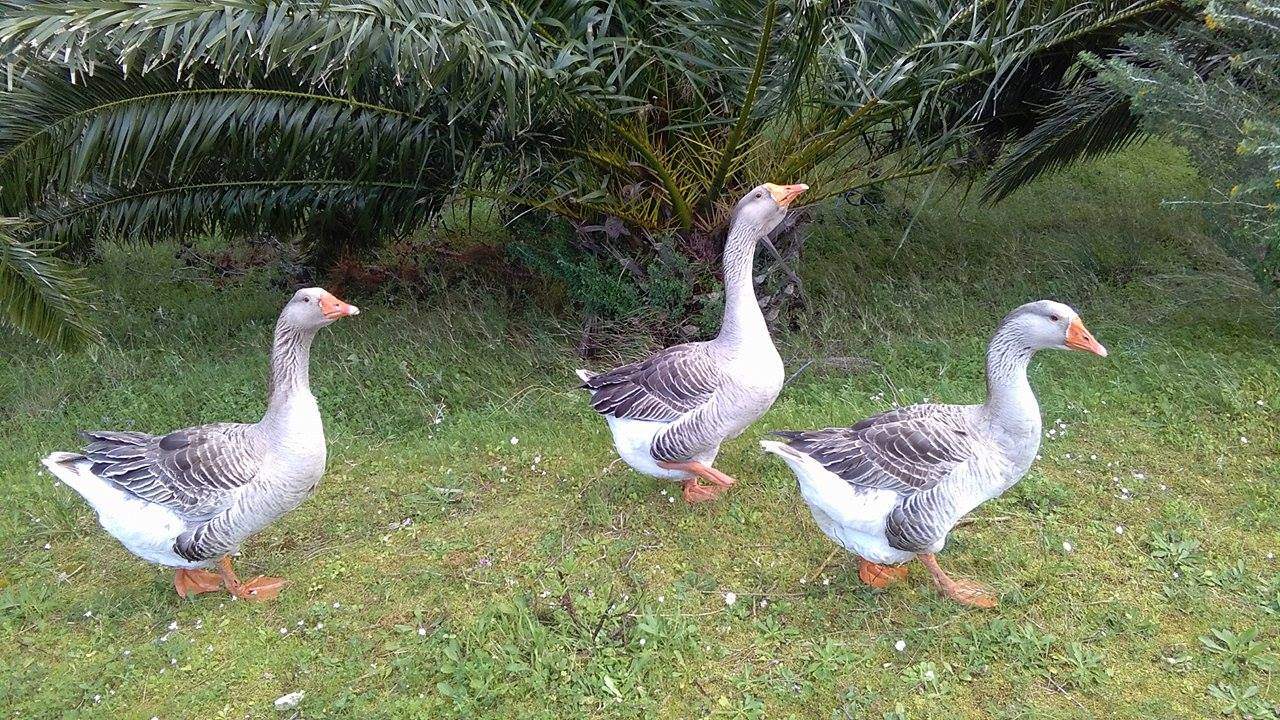
가축 거위와 회색기러기의 교잡종, 그리스 케팔로니아섬에서 촬영

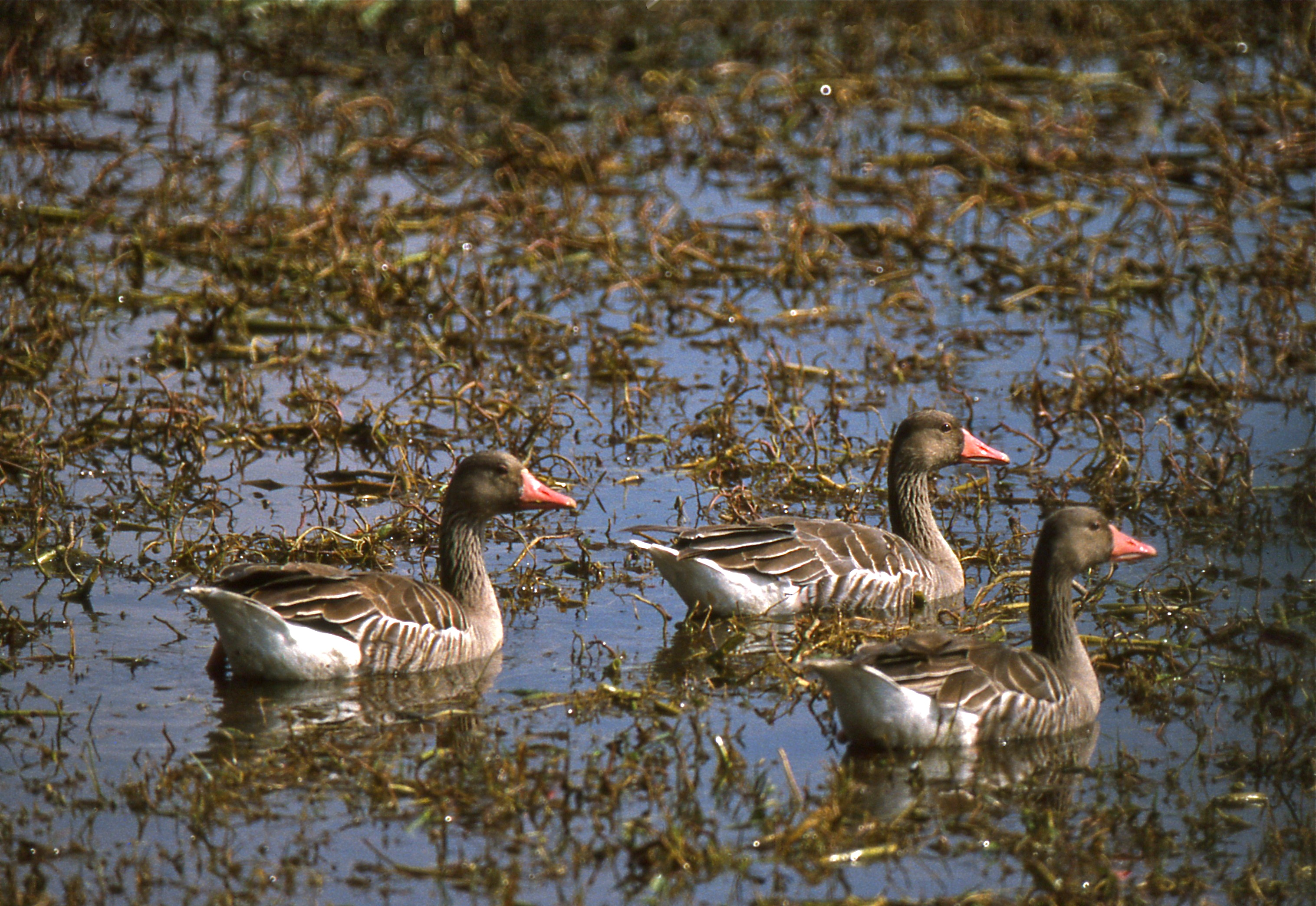
동부회색기러기 3마리, 인도 라자스탄 케올라데오 국립공원에서 촬영

우의(羽衣)와 깃은 대체적으로 회갈색을 띠며, 머리에서 더 짙게 보이고 가슴·배는 연한 색 바탕에 검은 점무늬가 흩어져 있다. 앞날개와 엉덩이는 연회색으로 날고 있거나 땅에서 날개를 쫙 펼치고 있을 때 더 잘 관찰할 수 있다. 옆구리 위쪽으로는 흰 줄무늬가 있고, 날개덮깃은 짙은 색의 날개깃과 대비되는 연한 색을 띤다. 깃 가장자리 색깔이 눈에 띄게 연해서 깃털의 구름꼴 무늬가 돋보인다. 덜 큰 개체는 가슴, 배에 점무늬가 없으며, 다 자란 것과는 달리 다리색이 회색이다.
회색기러기는 육지에서나 비행 중에 집거위와 비슷하게 우렁찬 "앙-웅-웅" 소리를 낸다. 소리에는 상황에 따라 조금씩 편차가 있으며, 이 소리를 통해 회색기러기들 사이에서 각자를 식별할 수 있는 것으로 보인다. 여러 무리에서 나오는 울음소리는 사냥개가 짖는 소리와 닮았다. 새끼 회색기러기는 경쾌하게 지저귀는 소리를 내며, 다 자란 회색기러기는 겁을 주거나 성가시게 하면 쉭쉭 하는 위협음을 내기도 한다.

## 서식과 분포

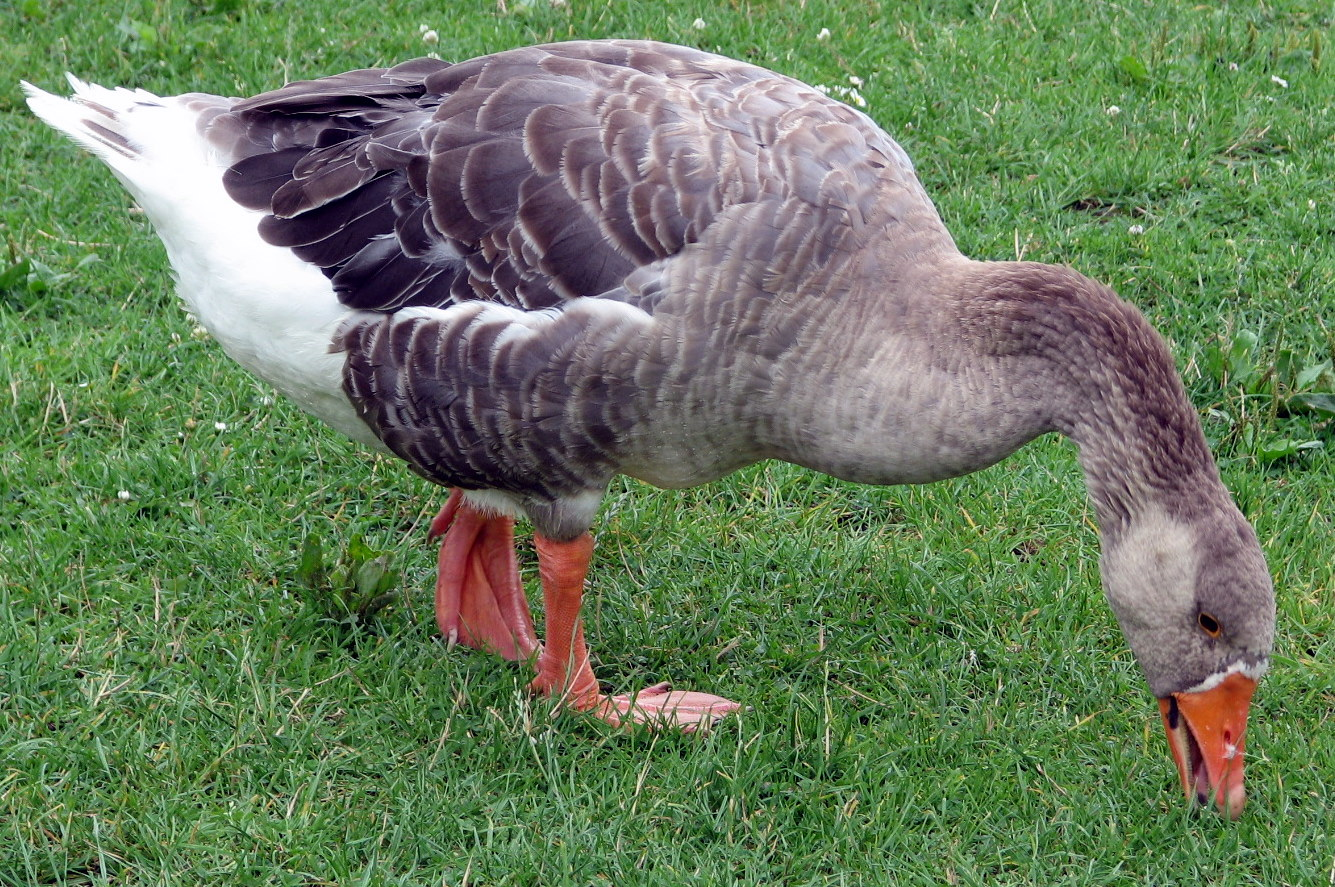
회색기러기와 개리의 교잡종

회색기러기는 구북구 지역에 분포하며, 모식아종인 서부회색기러기는 아이슬란드·노르웨이·스웨덴·덴마크·핀란드·발트 3국·러시아 북부·폴란드·헝가리 동부·루마니아·독일·네덜란드에서 주로 번식한다. 또한, 국지적으로는 영국·벨기에·오스트리아·체코·슬로바키아·북마케도니아 등지에서도 이따금 번식지를 형성하기도 한다. 동부회색기러기는 동단으로는 중국까지 이르는 아시아 지역에서 주로 서식한다. 유럽에서 사는 개체군은 남유럽·북아프리카로 남하해 겨울나기를 하고는 했지만, 근래 수십 년 동안에는 많은 수가 북쪽 번식지 근처, 심지어는 북단인 스칸디나비아에서 겨울까지 눌러사는 모습을 보이고는 한다. 아시아 개체군은 아제르바이잔·이란·파키스탄·북인도·방글라데시·중국으로 이동하며, 한국·일본에서는 보기 드문 겨울철새이자 길잃은새로서 찾아온다.
북미에는 회색기러기와 유사하게 야생화된 가축 거위가 있으며, 가끔씩 회색기러기가 길잃은새로 발견되기도 한다. 뉴질랜드에서는 농장에서 탈출한 거위가 야생화된 회색기러기가 관찰되며, 호주에서도 비슷한 상황이 목격된다. 현재 호주에서는 동부와 동남부에 야생화된 무리가 정착했다.
회색기러기가 번식지로 선택하는 장소는 대개 호수를 낀 습지·늪·습원·이탄지·해안에 접한 작은 섬 등이다. 특히 갈대·부들·히스·관목·버드나무 덤불 등 초목이 풍부한 땅을 선호한다. 동절기에는 염습지·하구·민물 습지·스텝 초원·범람원·습원·담수를 낀 목초지 위에서 서식하며, 농경지로 넘어가 겨울 작물과 쌀, 콩 등의 알곡을 먹기도 하며, 밤에는 연안·하굿둑·석호 등으로 이동한다. 이외에도 발트해의 고틀란드 근처 로네섬에서는 아성체로 이루어진 대규모 무리가 깃털갈이를 하려고 모여든다.
1950년대 이후로는 겨울 평균 기온이 올라가 북유럽과 중유럽의 번식률이 크게 늘어나서, 이동 경로가 짧아지거나 아예 정주성으로 바뀌는 경우가 늘어나고 있다. 많은 기러기들이 겨울나기를 하게 되는 거점이 주 서식지와 더 가까워지면서 번식지를 확보하는 시기를 초봄까지 앞당기게 되었다.
한때 영국에서는 번식률이 격감하여 영국 본섬에서는 스코틀랜드 북부, 그 밖에는 아우터헤브리디스 등 극히 협소한 지역에서만 번식이 진행되기도 했다. 그러나 20세기를 거쳐가면서 본섬에서도 개체군이 다수 발생하면서 다시 영국 전역이 번식지가 되었고, 개체군 간의 접촉과 혼합도 날이 갈수록 늘어나고 있다.
회색기러기는 개체 수가 급증한 곳에서 해조(害鳥)로 곧잘 여겨지게 되었다. 노르웨이에서는 2015년 회색기러기의 수가 종래 1995년의 수보다 3-5배나 더 늘어난 것으로 추산되었다. 이렇게 수가 불어나 작물을 먹어치우는 회색기러기는 가까운 종인 분홍발기러기와 더불어 농가의 골칫거리 가운데 하나가 되었다. 오크니 제도에서도 수가 몹시 많아져, 300쌍이던 기러기들이 2009년에는 10,000마리, 2019년에는 64,000마리까지 늘어났다. 이로 인해 작물의 피해도 덩달아 치솟았고, 오크니 제도에서는 거의 연중 내내 회색기러기 사냥기간이 지속되고 있다.

## 습성

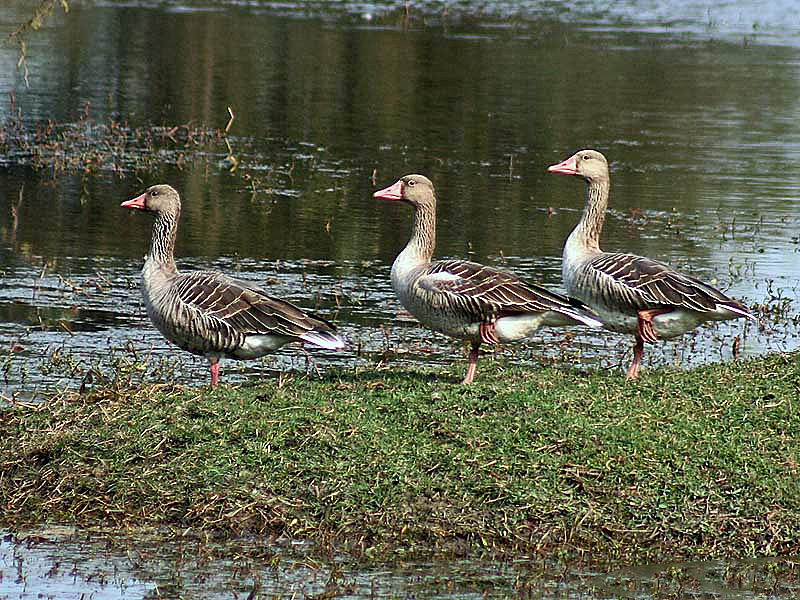
회색기러기 무리

회색기러기는 초식성 조류로서 주로 풀을 뜯어먹는다. 키 작지만 무성히 자라는 풀이 더 영양소가 풍부하기 때문에, 이런 풀을 자주 찾아볼 수 있는 양·소 방목장에서 같이 먹이를 먹는 모습을 자주 발견할 수 있다. 하지만 풀 자체의 영양가는 낮기 때문에 하루 시간 대부분을 먹는 데 보내야 하는데다가, 내장을 급하게 통과하기 때문에 배설이 자주 이루어진다. 각종 식물의 열매뿐 아니라 매자기의 덩이줄기·개구리밥이나 뜬미꾸리광이(Glyceria fluitans) 등의 수중식물도 잘 먹는다. 겨울이 되면 풀잎뿐 아니라 밭에 흩어진 낟알을 주워먹기도 하고, 특히 밤에 아직 자라고 있는 곡식 까락을 먹기도 한다. 주로 먹는 곡식으로는 귀리·보리·밀·콩·메밀·렌즈콩·완두콩·뿌리채소 등이 있다. 가끔씩은 도토리를 먹기도 하며, 해안가에서 산다면 각종 해초류도 좋은 먹이가 된다. 1920년대 영국에서는 친척뻘인 분홍발기러기가 뿌리채소인 감자가 식용 가능하다는 것을 알게 되어 폐감자를 주워다 먹기 시작했는데, 1940년대에 회색기러기도 이것을 알게 되어 쟁기질해 놓은 밭고랑에서 덩이줄기를 찾는 모습을 볼 수 있게 되었다. 그 밖에도 소형 어류·양서류·갑각류·연체동물·곤충 등 동물성 먹이도 먹고는 한다.

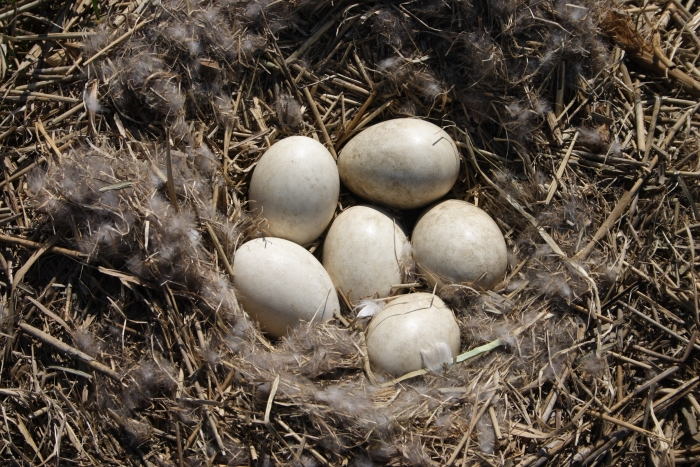
둥지 속에 든 회색기러기 알 6개, 헝가리에서 촬영

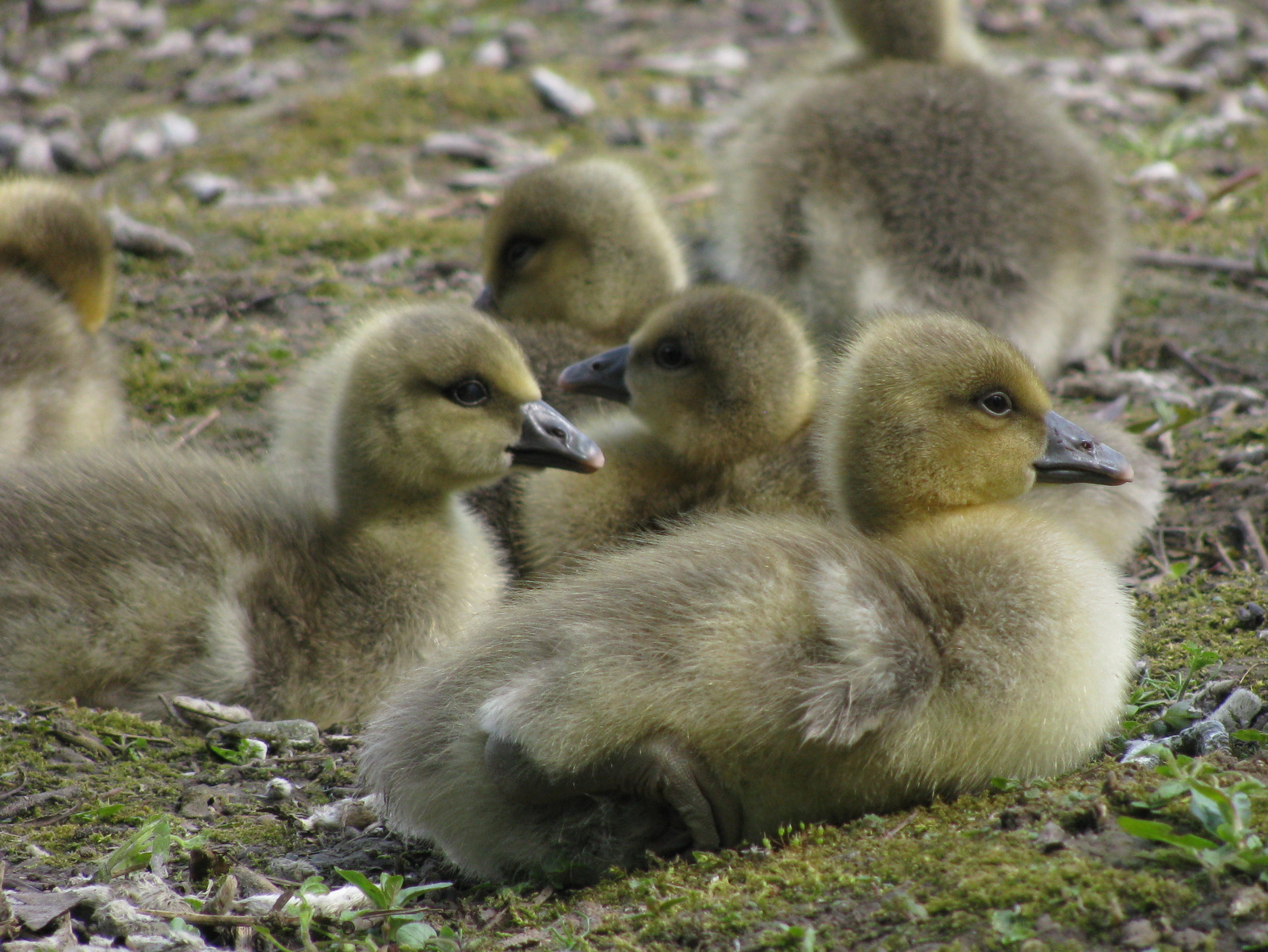
새끼의 모습

회색기러기는 일부일처를 이루는 경향이 있고, 한 쌍이 맺어지면 대개 평생을 함께한다. 하지만 그 쌍 가운데 5~8%는 헤어져서 다른 짝을 찾아 교미한다. 암수쌍이 이루어진 경우는 파트너가 기꺼워하지 않는데도 문란한 행동을 보이기도 한다. 동성쌍은 무리마다 수컷쌍이 14~20%씩 관찰될 정도로 흔하며, 결속이 다소 강한 편인 것을 제외하고서는 암수쌍과 비슷한 모습을 보인다. 동성쌍 역시 구애행위와 교미를 하며, 더 힘이 세고 씩씩할수록 무리에서 파수꾼의 역할을 부여받는 것인지 높은 지위를 획득한다. 성적 선호는 매우 유연해서, 파트너가 사별한 회색기러기의 태반이 반대 성별을 지닌 기러기와 재결합을 맺는다.
회색기러기는 히스 같은 관목이나 갈대, 부유식물 등이 깔린 바닥에 둥지를 틀고, 그 구성재 역시 히스와 갈대, 풀, 이끼 등의 식물을 사용하며 거기에 깃털과 솜털을 섞어서 만든다. 알은 4~6개를 낳아 포란하는 것이 일반적이지만 더 많아지기도, 더 적어지기도 한다. 알 색깔은 처음 나올 때는 크림색이지만 점차 빛바랜 색이 되어가며, 58~85 mm 정도의 크기를 갖고 있다. 알을 연달아 낳으면서 마지막 알이 배출되면 알 품는 것을 시작한다. 포란기는 약 28일이고 어미새가 담당하며, 아비새는 근처를 지키면서 망을 본다. 새끼가 부화하면 머지않아 둥지를 떠날 수 있게 되며, 부모새 모두가 새끼들에게 먹이 잡는 법을 전수한다. 6-9주가 차면 깃털이 자라게 된다. 이 시기에 접어들기 전 부모새 역시 날개깃과 꼬리깃도 약 한 달 전에 갈아둬서 비행에 장애가 없도록 한다. 아직 덜 큰 새끼새들 역시 유사한 깃털갈이를 하게 된다. 날 수 없는 상태에서는 매우 취약하기 때문에 이런 유조들의 깃털갈이는 안전한 곳에 옮겨서 하도록 하는 것이 일반적이다.

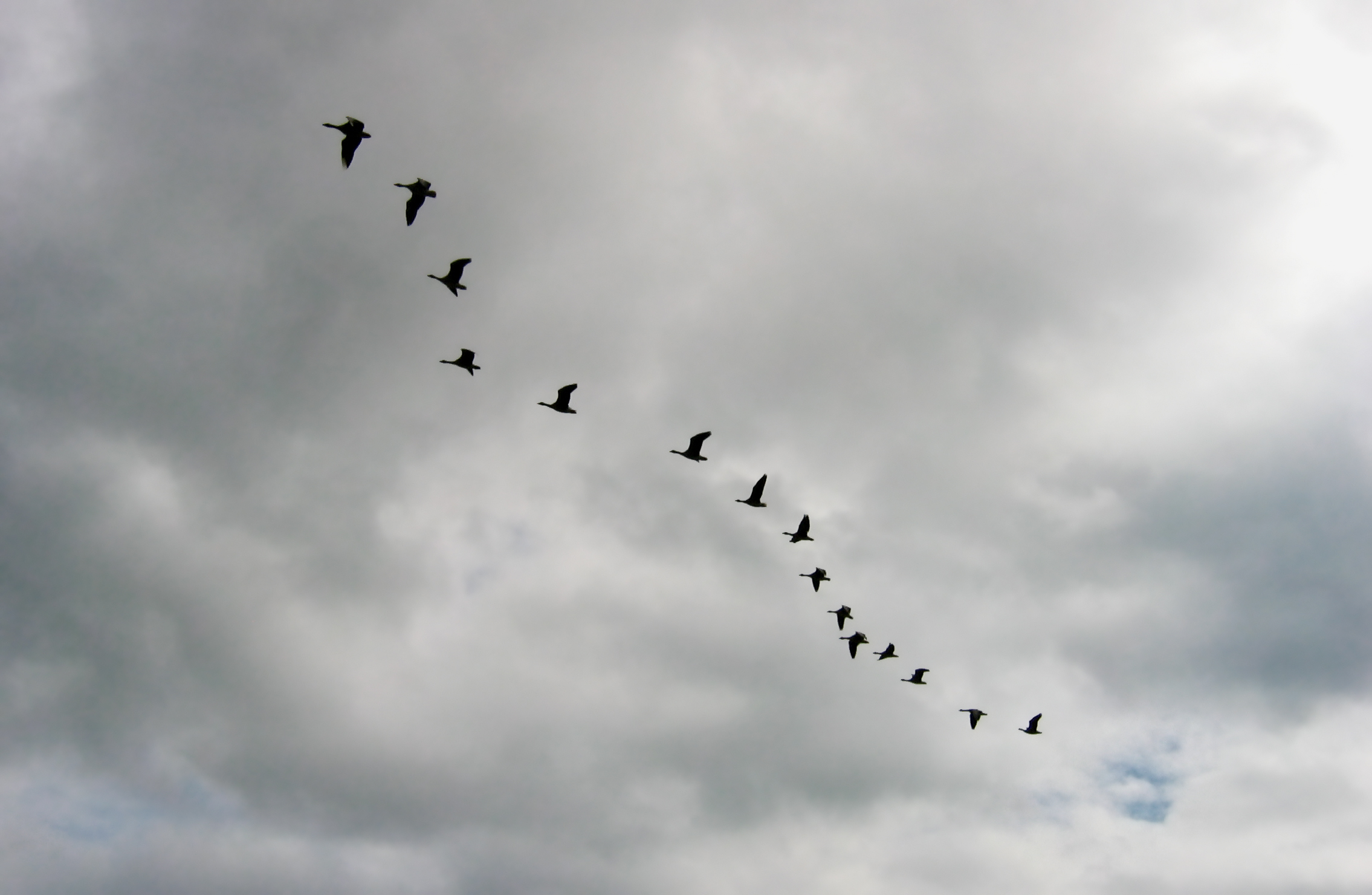
무리지어 이동하는 회색기러기

회색기러기는 사회적 동물로 대규모 무리를 이룬다. 집단을 이루면 일부 개체가 경비를 서고, 나머지 개체들은 포식자 걱정 없이 먹이를 먹는 식으로 이득을 볼 수 있다. 무리의 알들이 부화한 뒤로는 여러 가족이 모여서 함께 다니며, 이 때는 포식자를 오히려 공격하거나 집단구타해 몰아낼 수 있다. 포식자를 몰아내면 수컷은 짝에게 되돌아올 때 긴 목을 땅과 나란히 한 채 낮은 울림을 주어 끼루룩거리는 이른바 "승리의 함성"을 지르며, 암컷과 새끼들이 모두 이 울음소리에 응하며 소리를 지른다.
어린 기러기들은 가족 내에서 주로 부모와 같이 다니면서 이동하며, 이듬해 부모새들이 새로운 번식지를 차려 자식들을 내보낼 때에만 흩어진다. 적어도 유럽에서는 이들의 장기 비행경로에 대한 연구가 잘 되어 있고, 이 경로들을 따라서 기착지와 월동지로 드나든다. 어린 개체들은 부모가 죽을 때까지 붙어 다니면서 이 경로에 대해서 배운다. 늦가을이 되면 회색기러기는 북쪽 번식지에서 떠나기 시작한다. 이를테면 아이슬란드에서는 11월에 떠나고 1월에 돌아온다. 아이슬란드에서 번식한 개체들은 영국으로 건너가 겨울나기를 하며, 중유럽 기러기들은 스페인과 북아프리카에서 월동한다. 그 밖에도 어떤 개체들은 발칸반도·튀르키예·이라크 등지까지 남하해서 겨울을 보내기도 한다.

## 문화

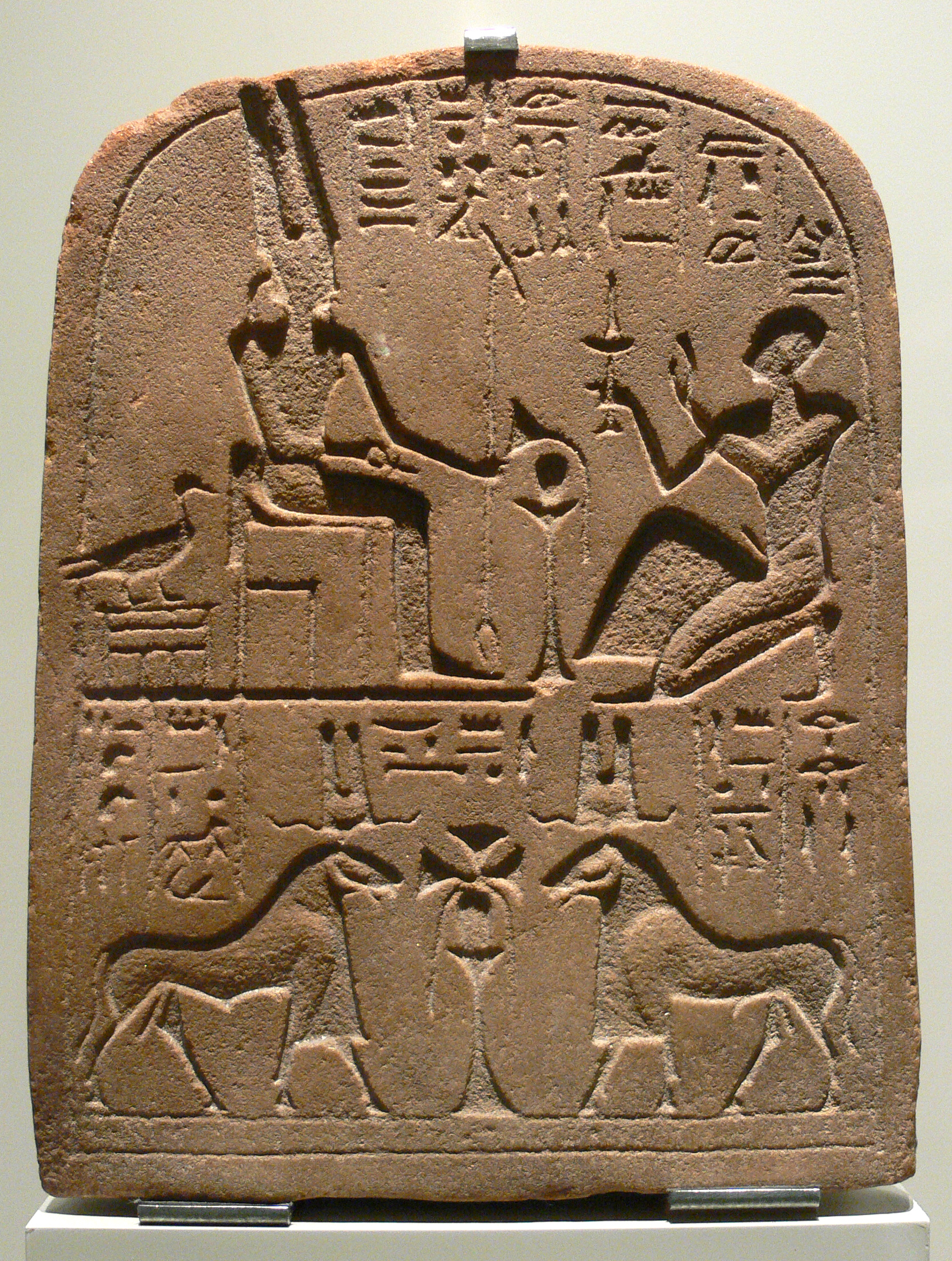
c. 700 BCE에 만들어진 고대 이집트 스텔레. 아문라를 거위, 사람, 양의 형태로 나타내고 있다.

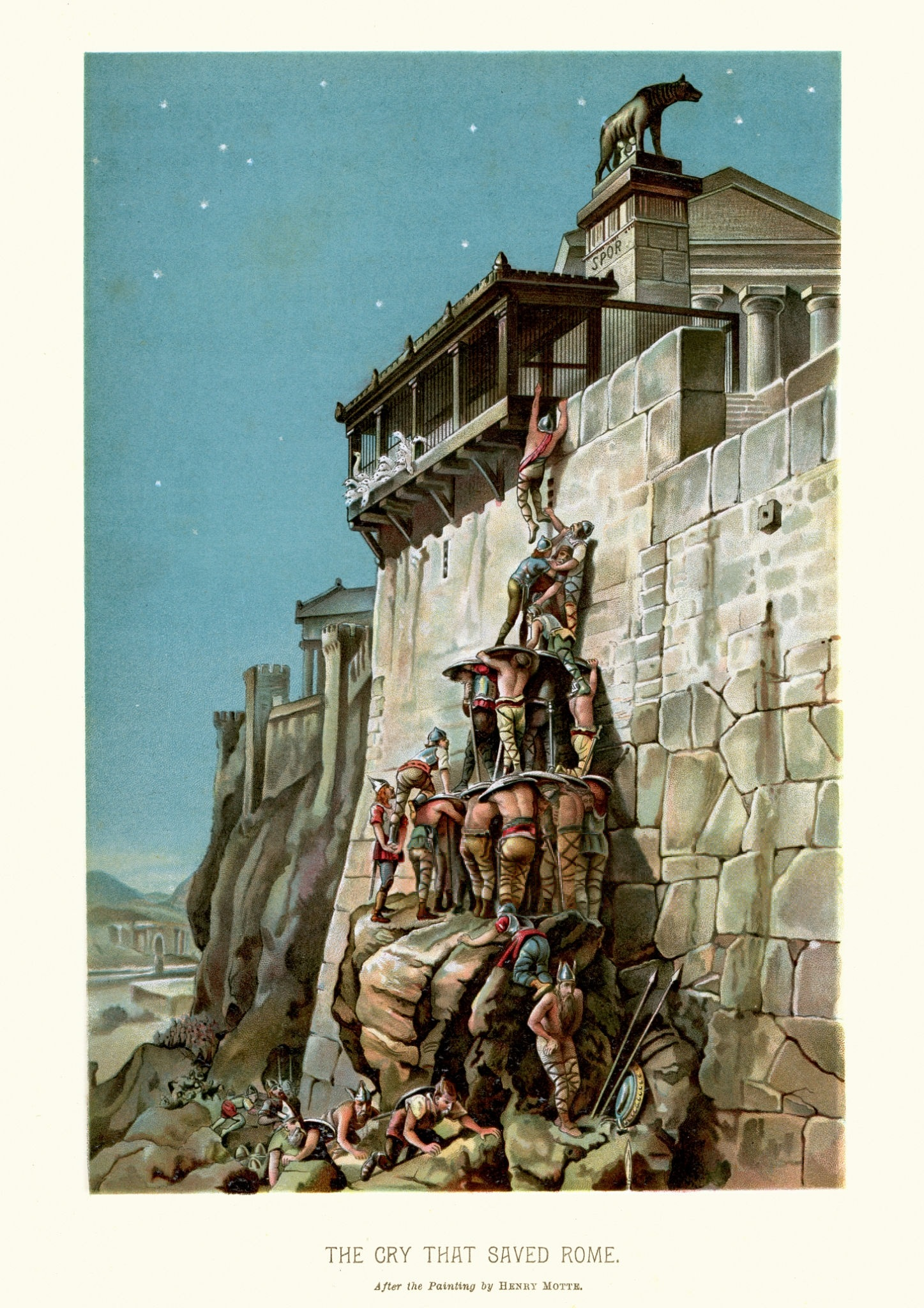
캄피돌리오 언덕에서 갈리아인의 접근을 로마인들에게 경고하는 유노 신전의 거위. 앙리 폴 모테, 1883년작

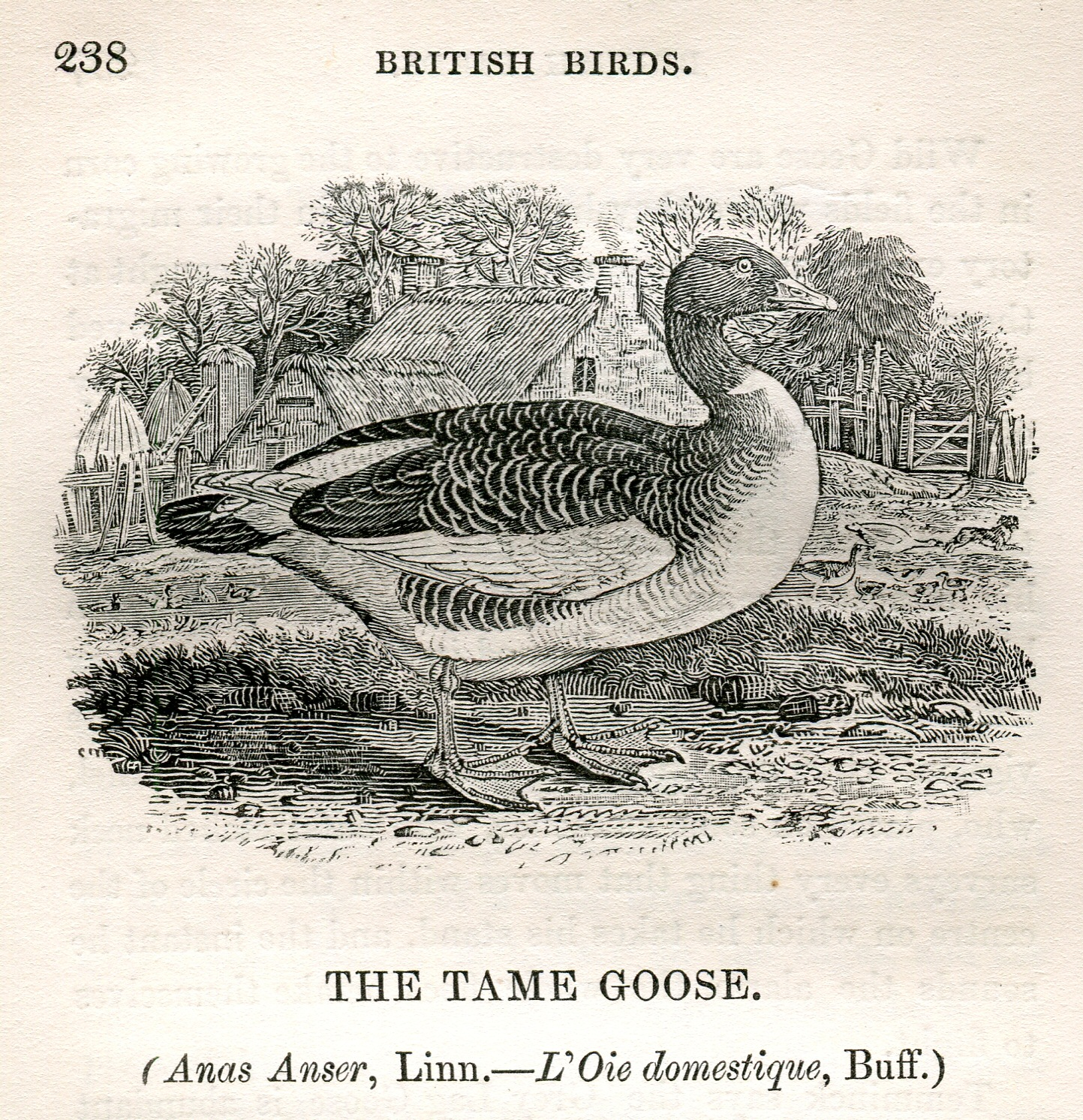
1804년 토머스 버윅이 저술한 영국 조류사에 목판화로 묘사된 기러기

회색기러기가 가축화된 거위는 각국 요리에서 주 식재료로 쓰인다. 살코기뿐 아니라 간을 위시로 한 장기, 지방, 피에 이르기까지 다양한 부위가 사용되어 절찬리에 소비된다.
유라시아 전역에서 숭배의 대상이 되기도 한 회색기러기와 거위는 다양한 신화적 형태로 남아 있다. 5,000년 전 티그리스-유프라테스 삼각주 문명권에서 믿었던 수메르 신화에서 약초와 치유의 여신 굴라를 상징하는 동물로, 이 여신은 다산과 사랑의 여신 이슈타르의 전신으로 추정되는 여신이다. 고대 이집트에서는 태양신 라를 상징하는 동물이기도 했다. 고대 그리스와 고대 로마에서는 사랑과 미의 여신 아프로디테를 상징했으며, 그 지방을 최음제로 사용하기도 했다. 신성한 새로 여겨진 거위는 로마의 일곱 언덕 가운데 하나인 캄피돌리오 언덕에서 길러지기도 했는데, 이 거위들은 기원전 390년 한밤중에 잠든 로마 병사들을 목청껏 깨우며 갈리아인의 공습을 알린 것으로 유명하다.
기러기와 거위가 지닌 다산의 상징성은 현대 영국 전통민요인 《거위야 거위야(Goosey Goosey Gander)》에서도 찾아볼 수 있다. 이 동요에서는 "마나님 방에 갔었네" 등 성적 함의가 드러나는 대목을 갖고 있다. 또한 영어 표현으로 거위를 뜻하는 "goose"는 동사형으로는 여전히 성적인 의미를 담고 있다. 한편 거위의 차골은 위시본(wishbone), 즉 소원뼈로 불리는데, 이를 양쪽에서 잡아당겨 길흉을 점치는 풍습은 대천사 미카엘 축일인 9월 29일에 거위 로스트를 먹는 전통에서 유래했다. 거위를 먹고 남은 뼈에는 예지력이 깃들어 있다는 미신이 있었기 때문이다. 1800년대 영국에서는 거위 수천 마리가 동부 영국 농장에서 런던 치프사이드 시장에 팔려나갔고, 어떤 농장주들은 거위 발에 역청과 모래를 발라서 도로가 훼손되는 것을 막아야 했다.
회색기러기는 기원전 1360년경에 이미 가축화되어 고대 이집트에서도 동부회색기러기와 비슷한 거위를 묘사한 그림을 통해 그 흔적을 찾아볼 수 있다. 기러기 깃털은 깃펜을 만드는 데 쓰였는데, 특히 왼날개 끝깃으로 한 것을 가장 상등품으로 쳐 주었다. 이유는 대부분 깃이 오른손잡이인 작가들의 눈에서 빗겨나가 있어서 집중력을 흐트러트리지 않아 편리하다는 것이었다. 그 밖에도 양궁의 화살깃을 만드는 데도 쓰였으며, 동물행동학적으로는 오스트리아의 동물행동학자 콘라트 로렌츠가 회색기러기의 각인행동을 연구한 바 있다.

## 갤러리

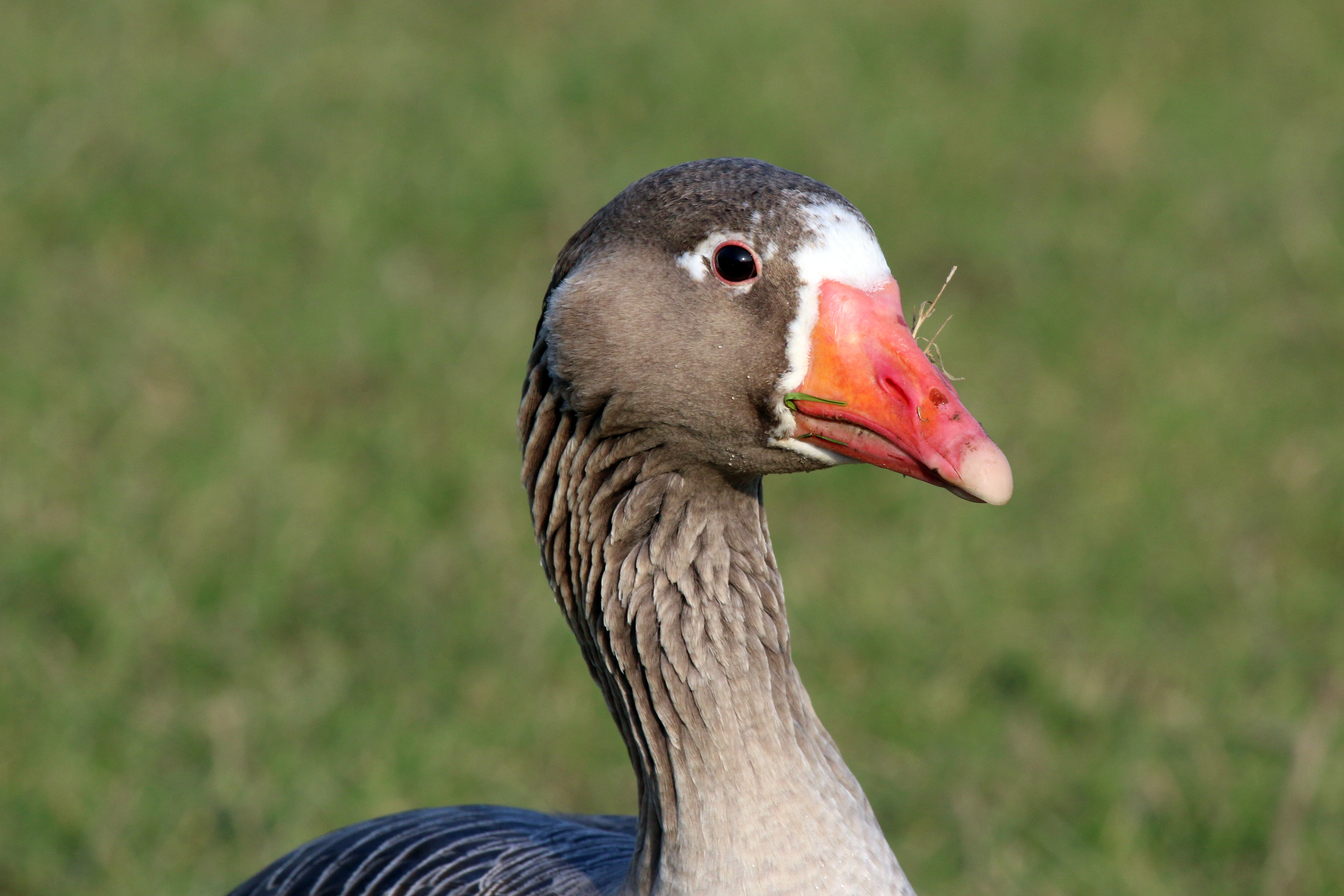
부리 안쪽이 흰색인 변종
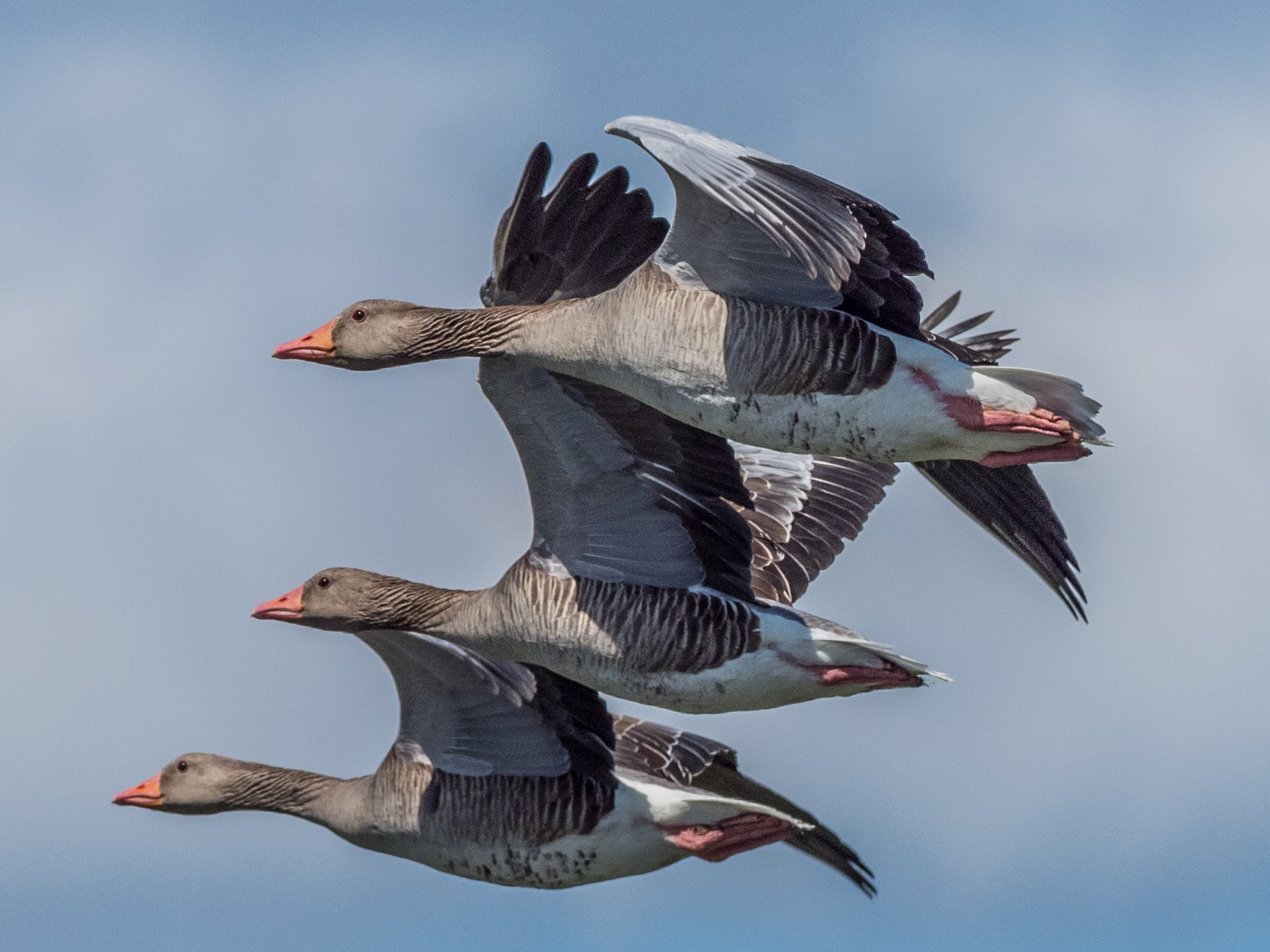
비행 대열
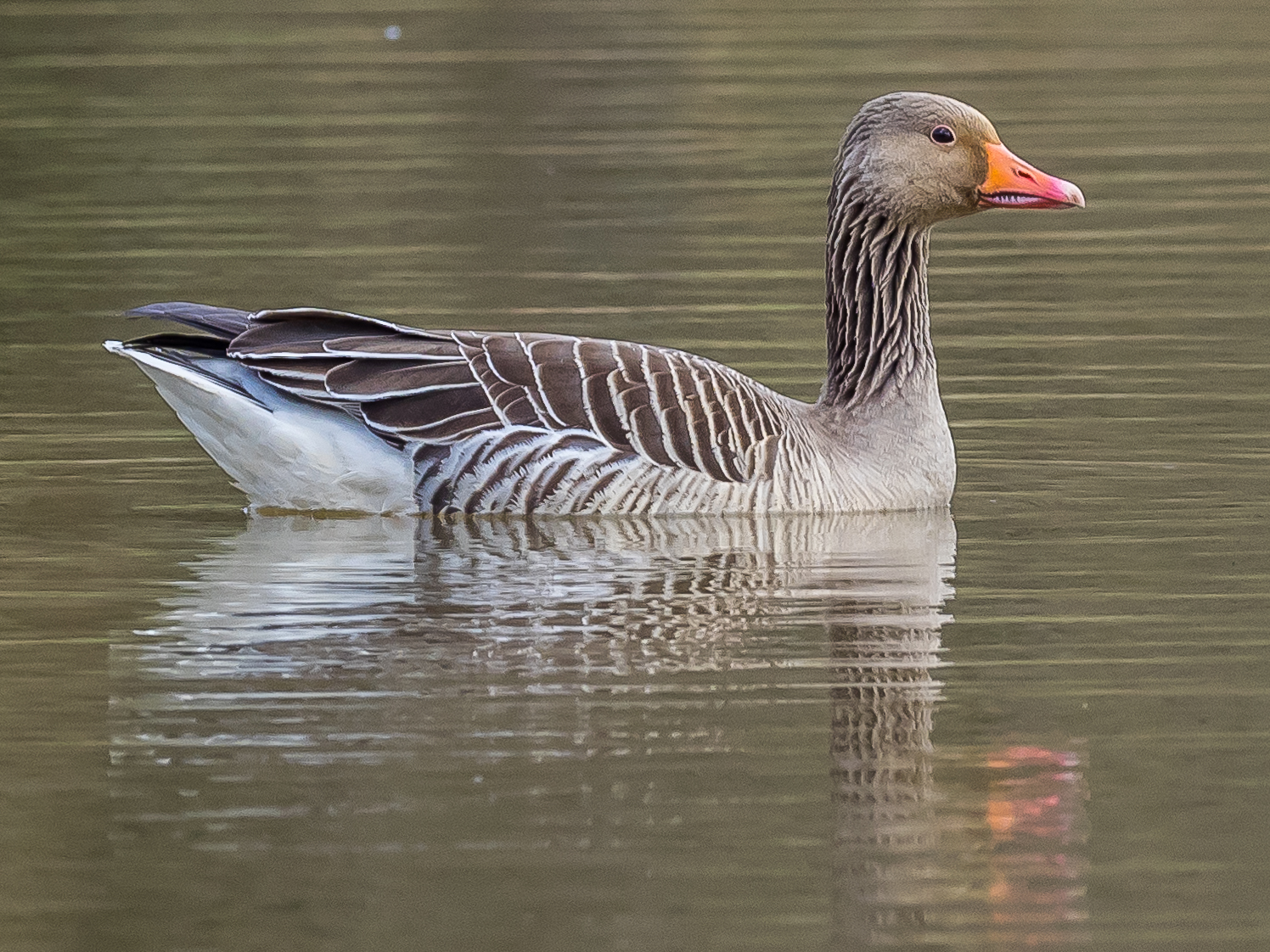
물 위에 떠 있는 회색기러기
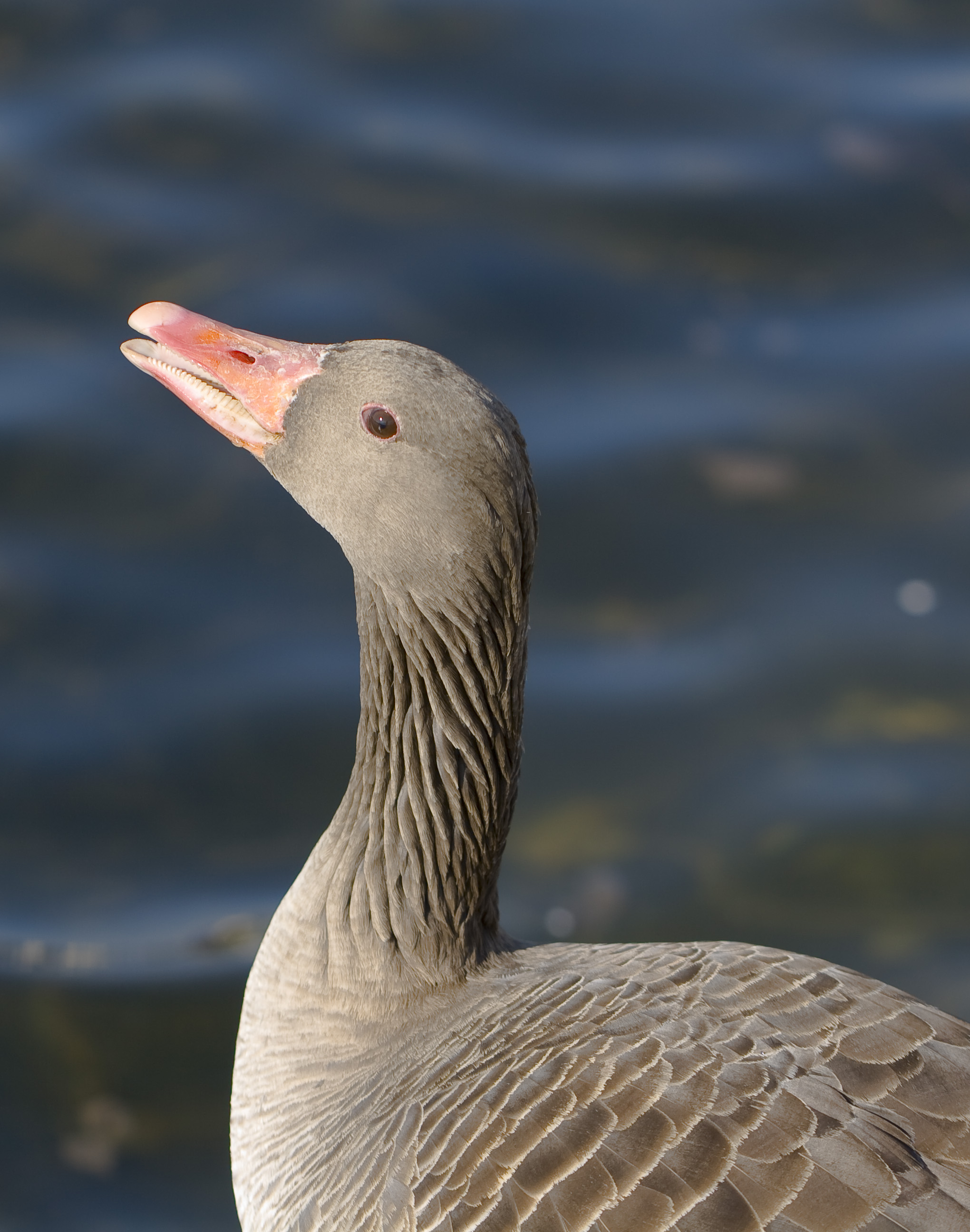
전반신 모습
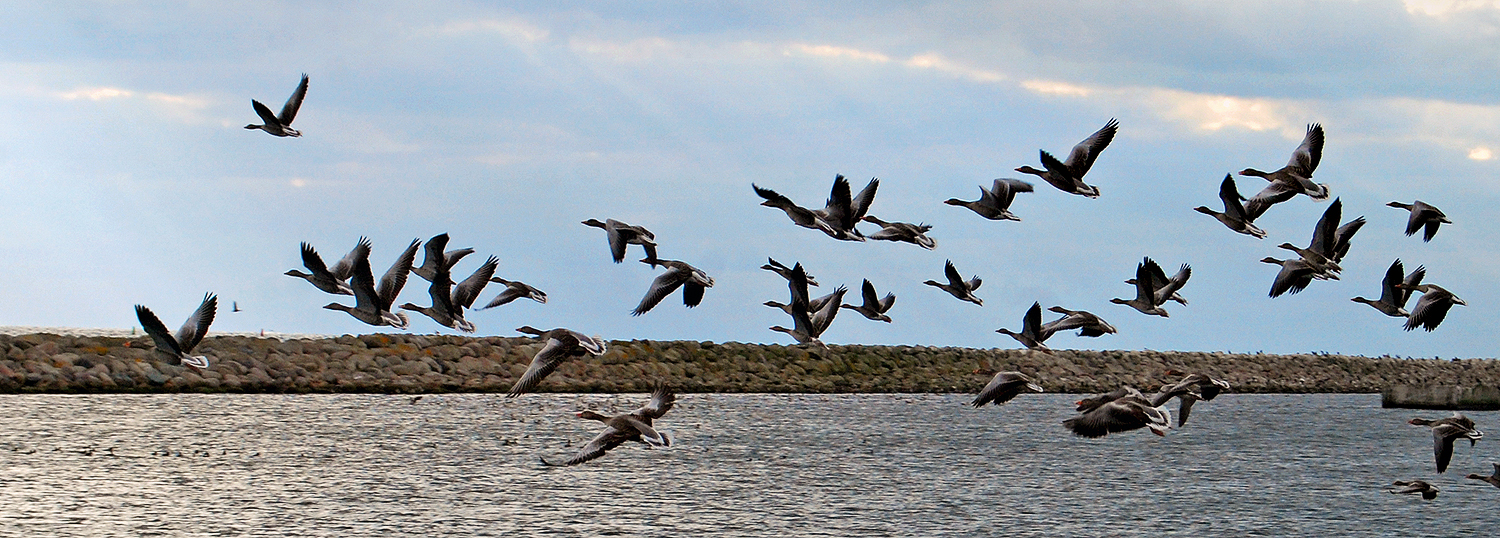
물 위에서 날아오르는 기러기 떼
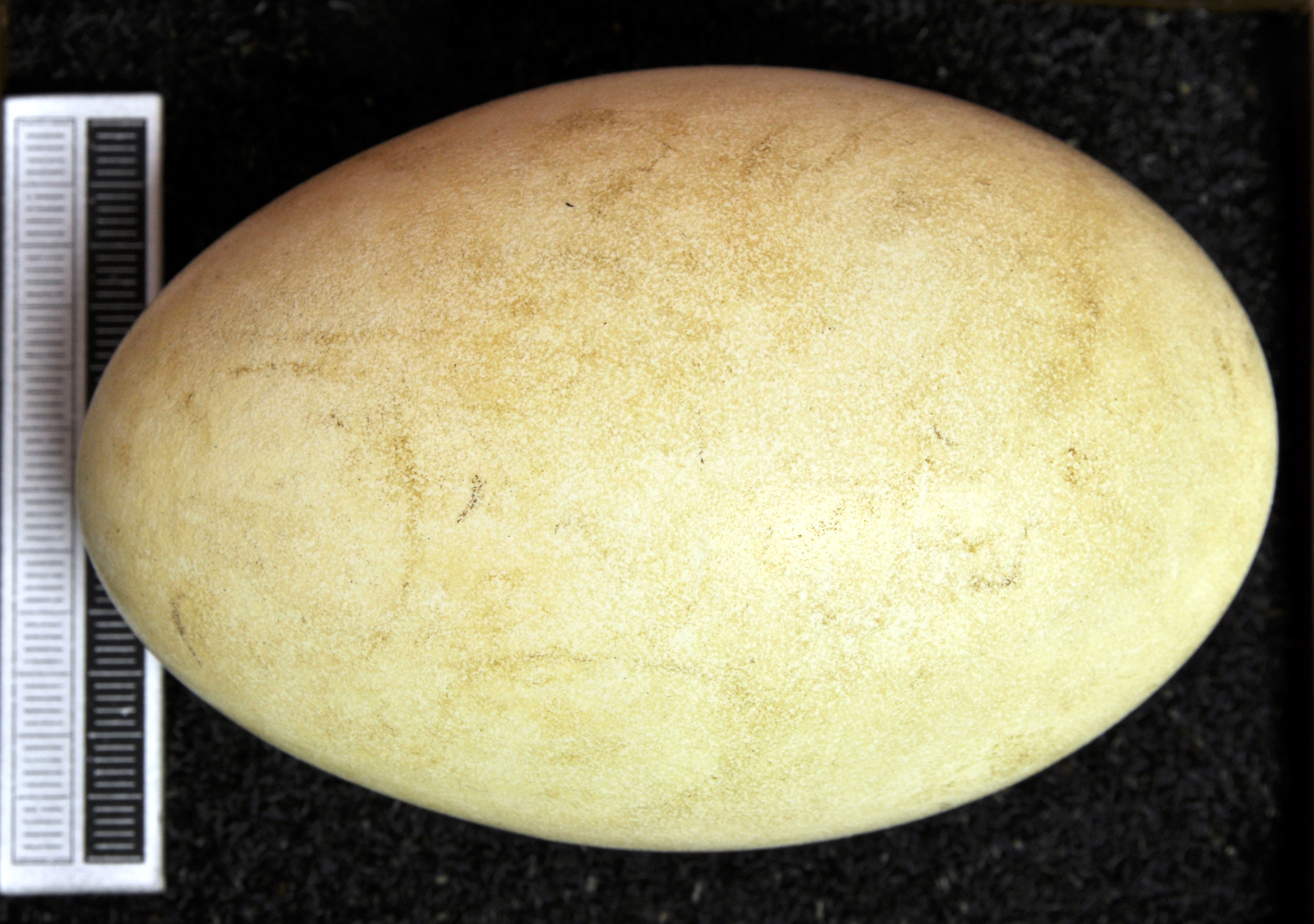
비스바덴 박물관에 전시된 회색기러기 알
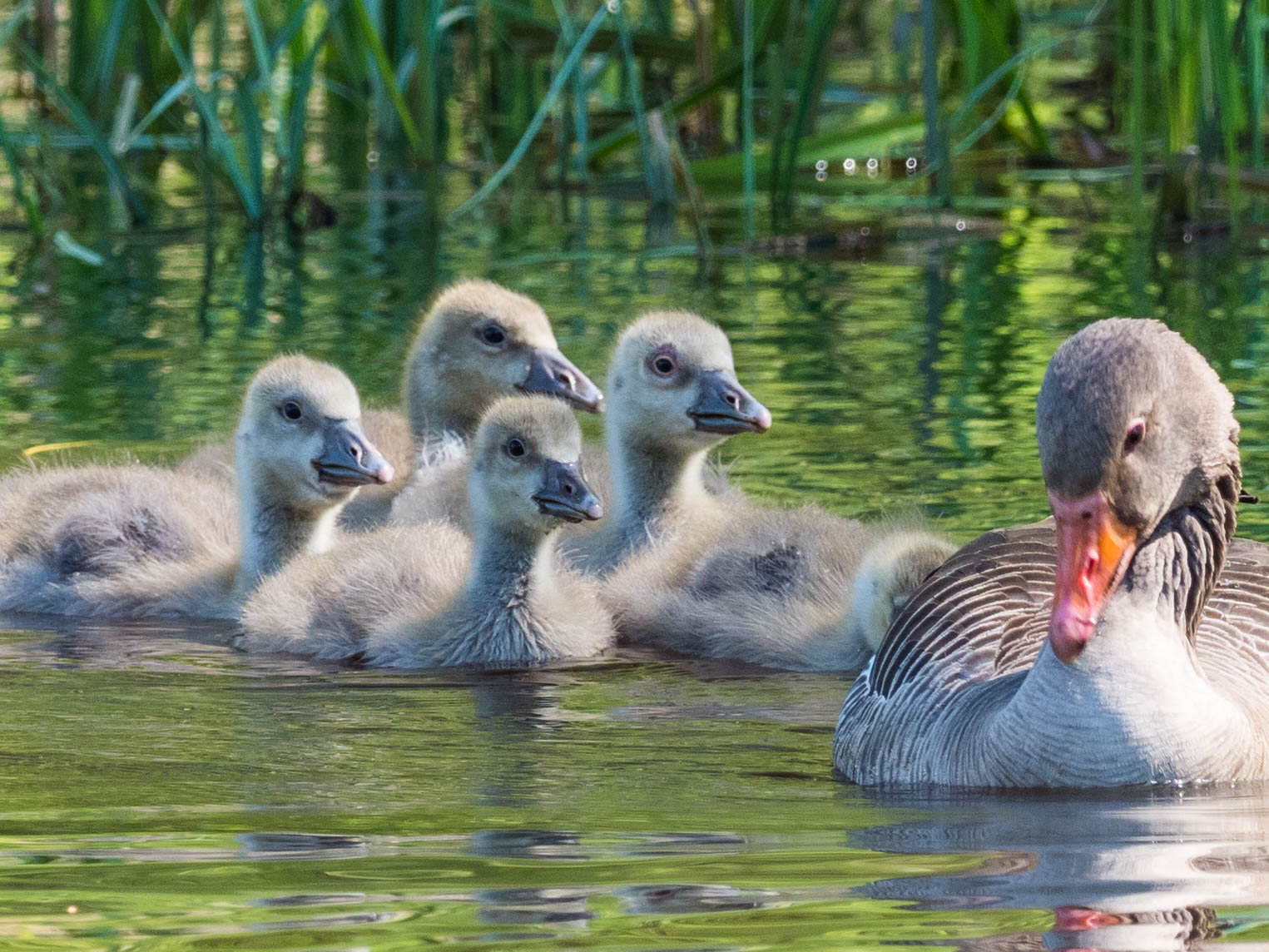
어미와 새끼
- 네덜란드 텍셀에서 촬영
- 스웨덴 위스타드에서 촬영
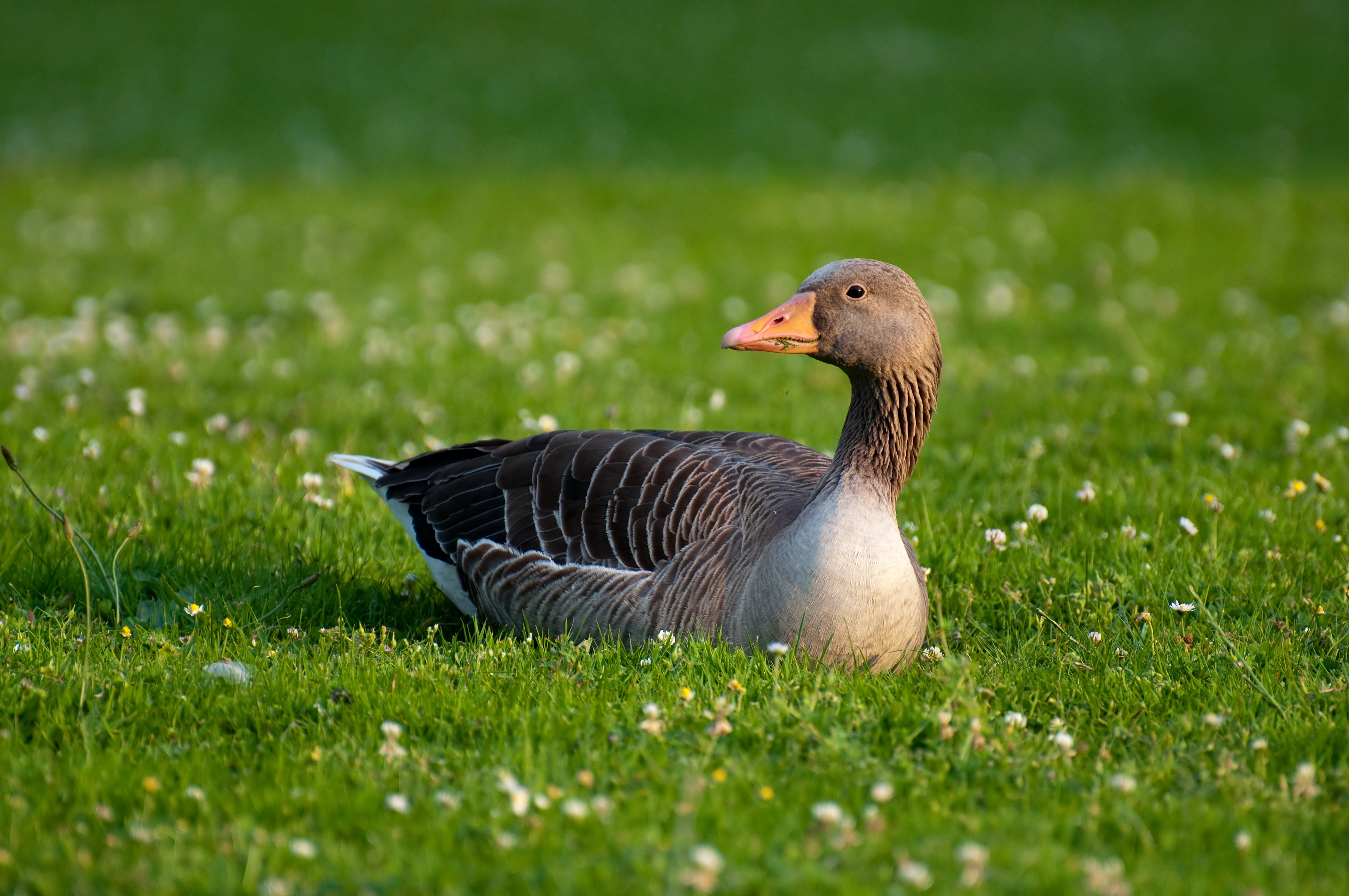
전신 모습